# Derry Wilkie
Derry Wilkie, geboren als Derek Davis (Kent Gardens (Liverpool), 10 januari 1941 - 22 december 2001), was een Britse muzikant.

## Carrière
Derry Wilkies eerste band was Derry & the Seniors (later Howie Casey & the Seniors) vanaf 1959. In 1963 ging hij naar The Pressmen, die echter twee jaar later werden ontbonden. Daarna formeerde hij met saxofonist Phil Kenzie de band Derry Wilkie & the Others.

## Overlijden
Derry Wilkie overleed in december 2001 op 60-jarige leeftijd.